# Bittere vleugeltjesbloem
Bittere vleugeltjesbloem (Polygala amarella) is een overblijvende plant uit de vleugeltjesbloemfamilie (Polygalaceae). De plant heeft de naam te danken aan het feit dat twee van de vijf kelkblaadjes groter zijn en dat alle delen van de plant een bittere smaak hebben. De soort komt van nature voor in de gematigde gebieden van Europa tot in Midden- en Zuid-Rusland. Het aantal chromosomen is 2n = 34.
De plant wordt 5–20 cm hoog en vormt een bladrozet. De stengels zijn recht of opgaand. De 1,5-2,5 cm lange bladeren van de bladrozet zijn spatelvormig omgekeerd eirond of lineair lancetvormig. De bovenste stengelbladeren zijn 1-2,5 cm lang en langwerpig omgekeerd eirond tot lineair lancetvormig.
Bittere vleugeltjesbloem bloeit vanaf mei tot in juni en zelden tot in augustus met blauwe, blauwpaarse of soms witte bloemen. De bloeiwijze is een vrij losse tot dichte tros met 8-25 bloemen. De 2-3,5 mm grote bloemen hebben drie kroonbladen, waarvan het onderste een gefranjerd aanhangsel met 6-14 franjes heeft. Dit kroonblad is op de plaats tussen kroonbladen en aanhangsel ingesnoerd. De schutbladen zijn ongeveer even lang als de bloemsteel. De nerven op de vleugels van de bloem zijn onduidelijk en open. De buitenste kelkblaadjes staan tijdens de bloei schuin naar voren. Twee van de vijf kelkbladen zijn groter, hebben dezelfde kleur als de drie ontwikkelde kroonblaadjes en vormen de 2,5–5 mm lange en 1–2 mm brede vleugels.
De vrucht is een 3–4 mm lange, groene tot bruine doosvrucht. De 1,5-2,1 mm lange zaden zijn bezet met korte borstelharen.

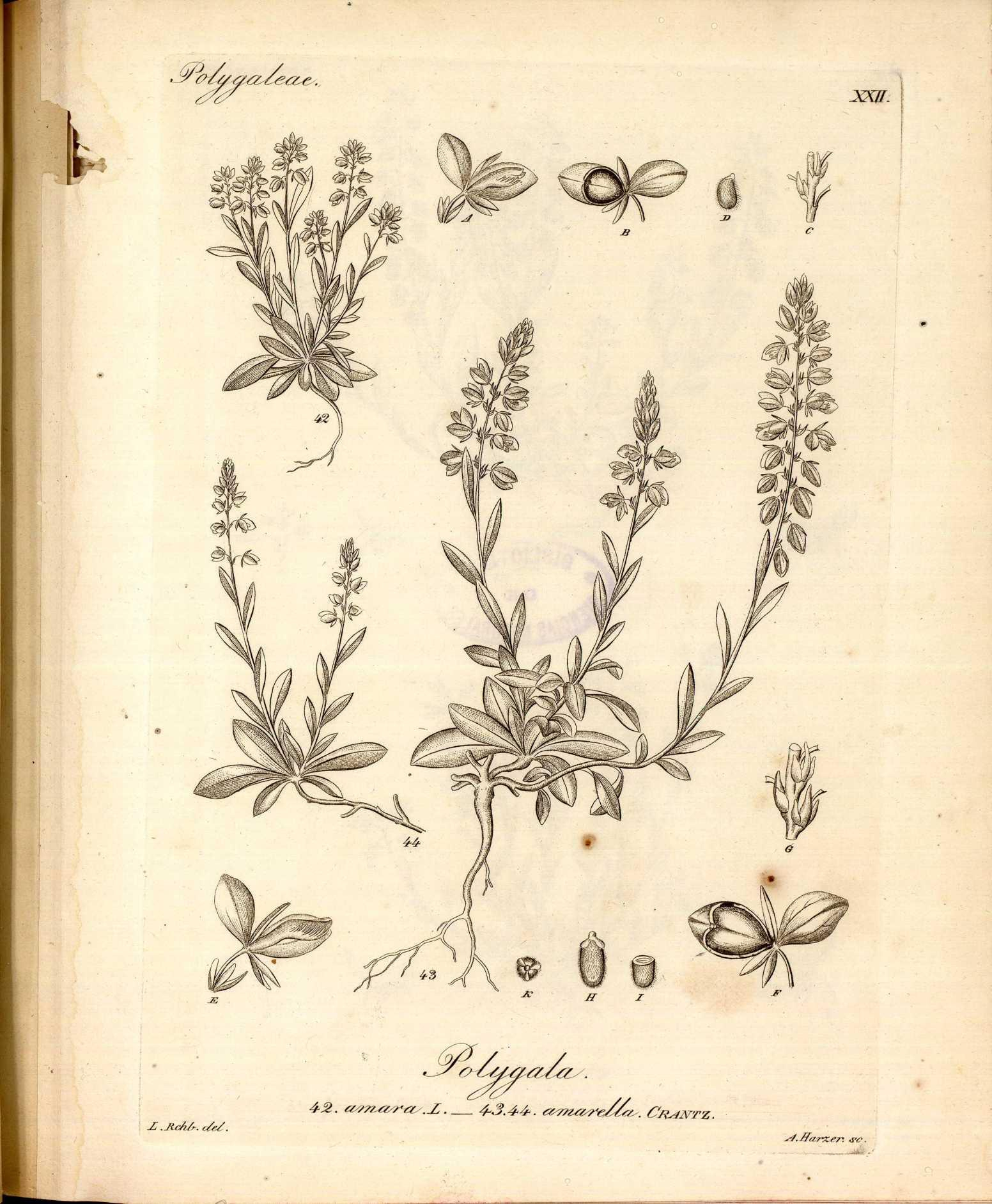
illustratie
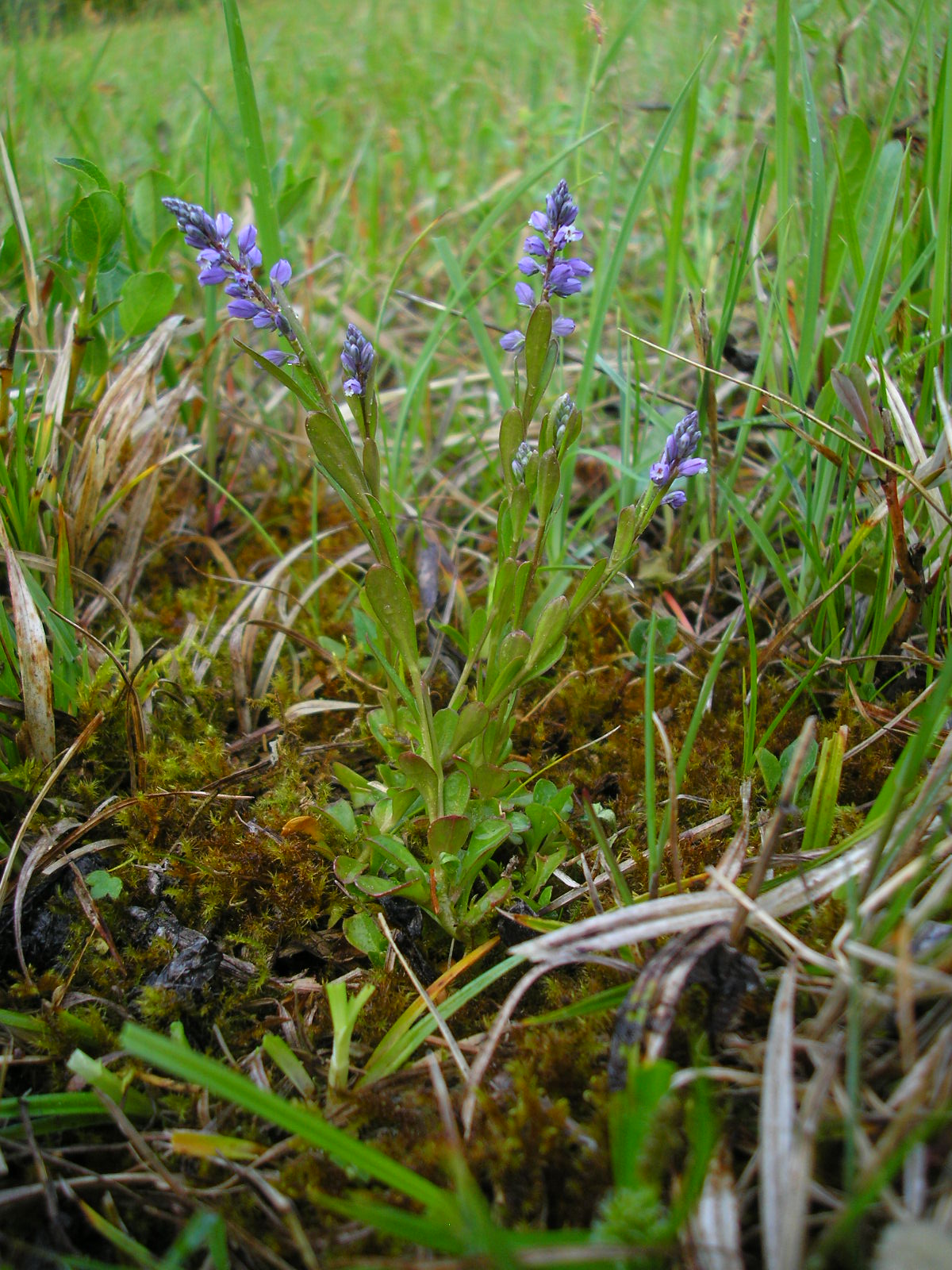
Plant
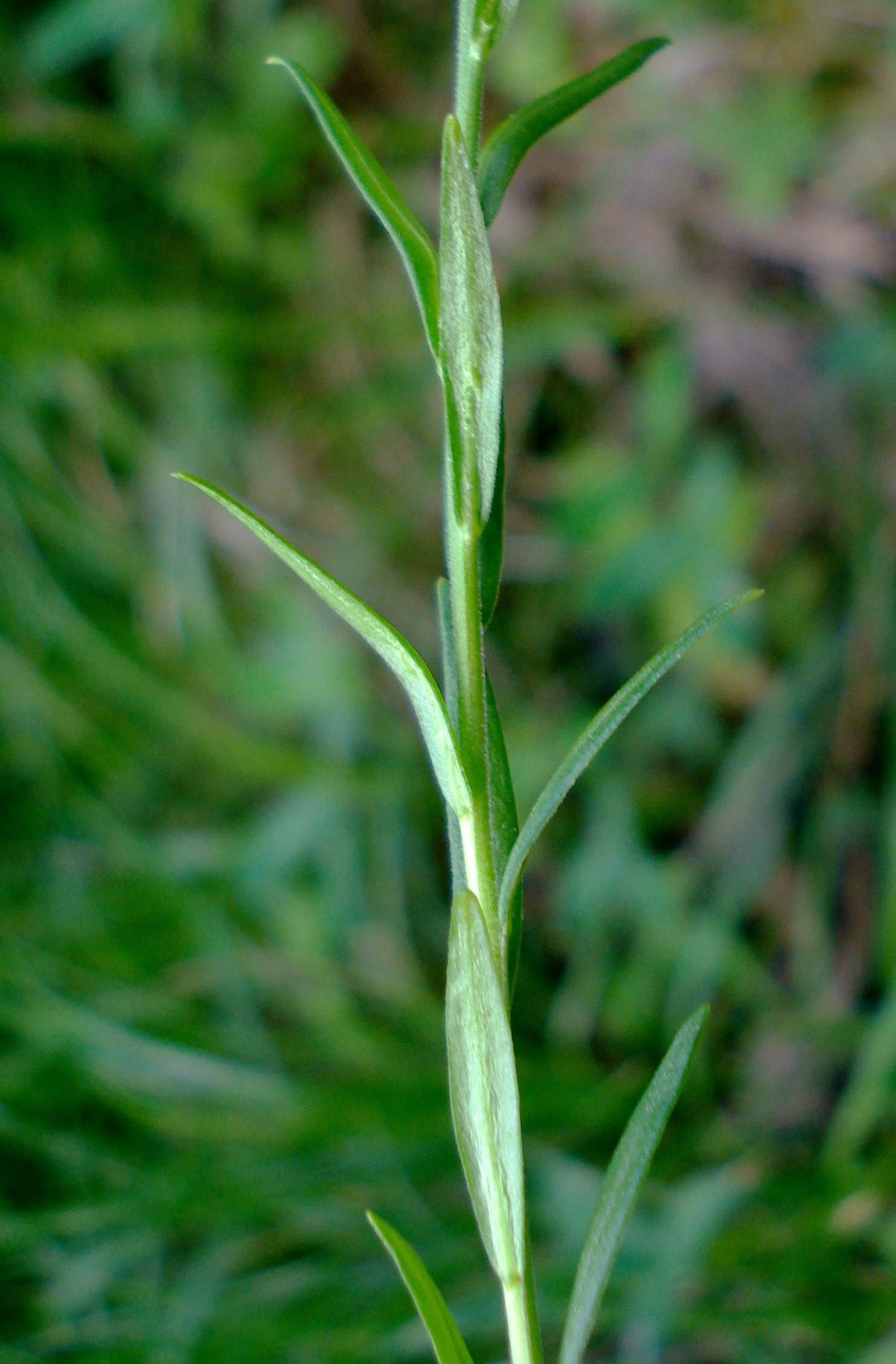
Stengelbladeren

Bittere vleugeltjesbloem komt voor op voedselarme, kalkrijke grond in grasland, op stenige hellingen en kalkrotsen.